# Wessam Abou Ali
Wessam Abou Ali (ar. وسام أبو علي; ur. 4 stycznia 1999 w Aalborgu) – palestyńsko-duński piłkarz, występujący na pozycji napastnika w egipskim klubie Al-Ahly Kair oraz w reprezentacji Palestyny. Uczestnik Klubowych Mistrzostw Świata 2025.

## Statystyki

### Klubowe
Na podstawie:
| Klub              | Sezonów | Liga                    | Liga  | Liga   | Puchar krajowy | Puchar krajowy | Kontynentalne | Kontynentalne | Suma  | Suma   |
| Klub              | Sezonów | Liga                    | Mecze | Bramki | Mecze          | Bramki         | Mecze         | Bramki        | Mecze | Bramki |
| ----------------- | ------- | ----------------------- | ----- | ------ | -------------- | -------------- | ------------- | ------------- | ----- | ------ |
| Aalborg BK        | 3       | Superliga               | 30    | 2      | 1              | 2              | –             | –             | 31    | 4      |
| Vendsyssel FF     | 1       | 1. Division             | 22    | 11     | 1              | 2              | –             | –             | 23    | 13     |
| Silkeborg IF      | 2       | 1. Division             | 10    | 3      | 0              | 0              | –             | –             | 13    | 3      |
| Silkeborg IF      | 1       | Superliga               | 3     | 0      | 0              | 0              | –             | –             | 13    | 3      |
| Vendsyssel FF     | 2       | 1. Division             | 40    | 14     | 3              | 2              | –             | –             | 43    | 16     |
| IK Sirius Fotboll | 1       | Allsvenskan             | 16    | 10     | 1              | 1              | –             | –             | 17    | 11     |
| Al-Ahly Kair      | 2       | Egyptian Premier League | 35    | 28     | 3              | 0              | 22            | 10            | 57    | 38     |
|                   | Łącznie | Łącznie                 | 156   | 68     | 9              | 7              | 22            | 10            | 187   | 85     |

### Reprezentacyjne
Na podstawie:
| Gole w reprezentacji | Gole w reprezentacji | Gole w reprezentacji | Gole w reprezentacji | Gole w reprezentacji | Gole w reprezentacji | Gole w reprezentacji | Gole w reprezentacji |
| Lp.                  | Data                 | Miasto               | Przeciwnik           | Wynik                | Gole                 | Inne                 | Rozgrywki            |
| -------------------- | -------------------- | -------------------- | -------------------- | -------------------- | -------------------- | -------------------- | -------------------- |
| 1.                   | 10.09.2024           | Kuala Lumpur         | Jordania             | 1:3 (1:1)            | 41'                  |                      | Eliminacje MŚ 2026   |
| 2.                   | 15.10.2024           | Doha                 | Kuwejt               | 2:2 (1:1)            | 41'                  |                      | Eliminacje MŚ 2026   |
| 3.                   | 25.03.2025           | Amman                | Irak                 | 2:1 (0:1)            | 88'                  | 88'                  | Eliminacje MŚ 2026   |
| 4.                   | 05.06.2025           | Kuwejt               | Kuwejt               | 2:0 (1:0)            | 88'                  |                      | Eliminacje MŚ 2026   |

## Sukcesy
Na podstawie:

### Klubowe
- Mistrz Egiptu 2023/24, 2024/25
- Superpuchar Egiptu 2024
- Zwycięzca Ligi Mistrzów CAF 2023/24

### Indywidualne
- Król strzelców ligi egipskiej 2023/24